# Diplodina bufonia
Diplodina bufonia är en svampart som beskrevs av Kabát & Bubák 1903. Diplodina bufonia ingår i släktet Diplodina och familjen Gnomoniaceae.   Inga underarter finns listade i Catalogue of Life.